# Ґвда-Велика
Ґвда-Велика (пол. Gwda Wielka) — село в Польщі, у гміні Щецинек Щецинецького повіту Західнопоморського воєводства.
Населення — 775 осіб (2011).

## Демографія
Демографічна структура станом на 31 березня 2011 року:
|          | Загалом | Допрацездатний вік | Працездатний вік | Постпрацездатний вік |
| -------- | ------- | ------------------ | ---------------- | -------------------- |
| Чоловіки | 391     | 95                 | 258              | 38                   |
| Жінки    | 384     | 69                 | 229              | 86                   |
| Разом    | 775     | 164                | 487              | 124                  |